# Konformaciona promena proteina
Konformaciona promena proteina je promena oblika molekula. Proteini su fleksibilni makromolekuli. Prostorni oblici molekula se nazivaju konformacije, a prelaz između njih je konformaciona promena. Makromolekulska konformaciona promena može biti uzrokovana mnogim faktorima kao što su promena temperature, pH, napona, jonske koncentracije, ili vezivanjem liganda.

## Eksperimentalne tehnike
Mnoge biofizičke tehnike kao što su kristalografija, NMR, i FRET se mogu koristiti da se studiraju makromolekularne konformacione promene. Dualna polarizaciona interferometrija je eksperimentalna tehnika koja omogućava merenje konformacionih promena molekula u stvarnom vremenu u veoma visokoj rezoluciji.
Specifična nelinearna optička tehnika koja se naziva sekundarno-harmoničko generisanje (SHG) je nedavno bila primenjena na studiranje konformacionih promena proteina. U ovom metodu, sekundarni-harmonik-aktivna sonda je stavljena na mesto u kome dolazi do kretanja u proteinu mutagenezom, ili vezivanjem koje nije specifično za lokaciju. Protein je apsorbovan ili specifično imobilisan na površini. Promena u proteinskoj konformaciji proizvodi promenu u neto orijentaciji relativno na površinsku ravan, i stoga promenu intenziteta drugog harmonika. U proteinskom uzorku sa dobro definisanom orijentacijom, ugao nagiba sonde se može kvantitativno odrediti, u realnom prostoru i vremenu. Drugi-harmonik-aktivne neprirodne aminokiseline se takođe mogu koristiti kao sonde.

## Literatura
- Daisuke Kajihara; Ryoji Abe; Issei Iijima; Chie Komiyama; Masahiko Sisido; Takahiro Hohsaka (2006). FRET analysis of protein conformational change through position-specific incorporation of fluorescent amino acids. Nature Methods. 3. Nature. стр. 923—929. doi:10.1038/nmeth945.

## Spoljašnje veze
- Biodesy